# Croce Bianca Bolzano

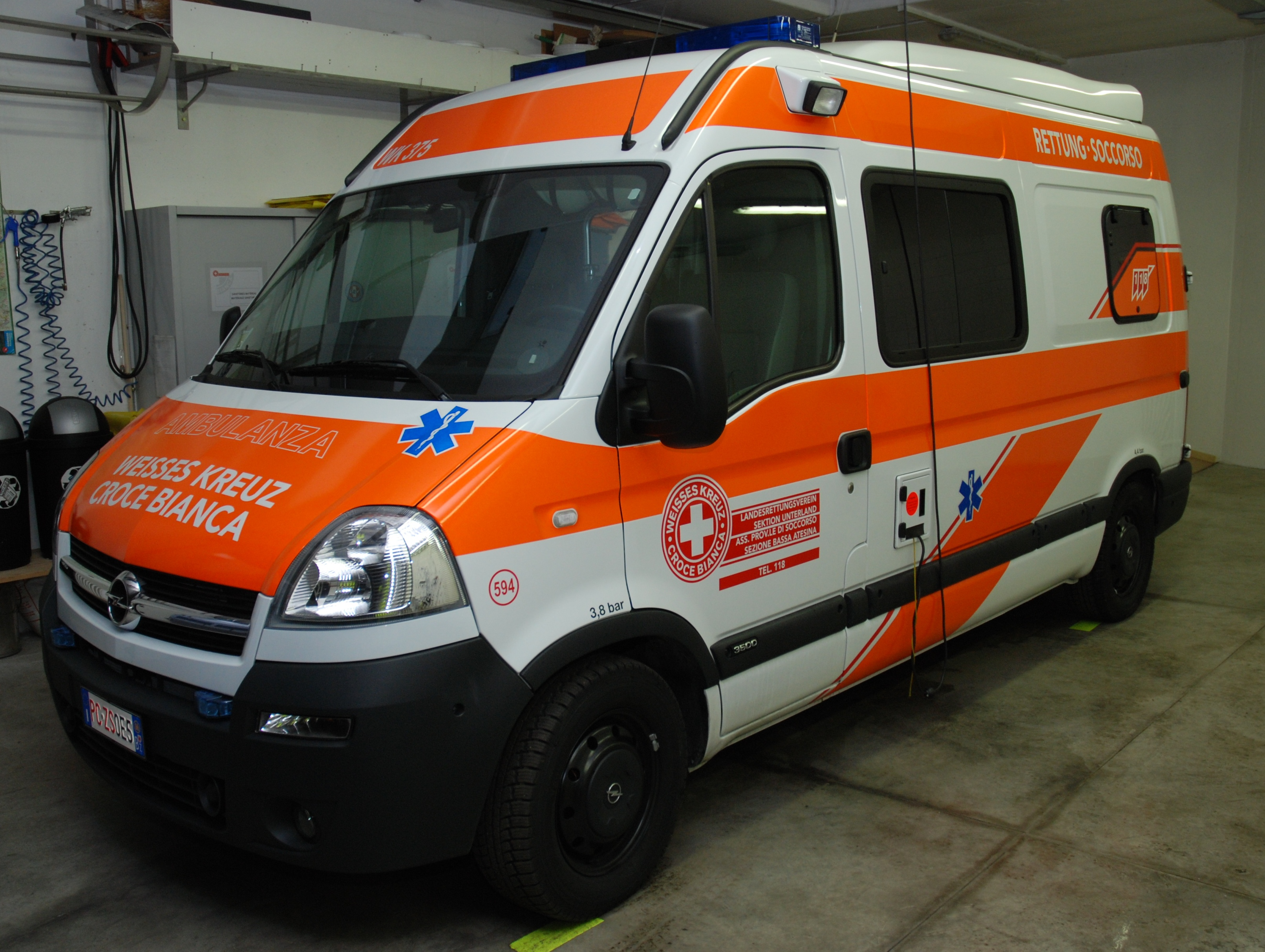
Ambulanza di Soccorso "WK 375" (Salorno)

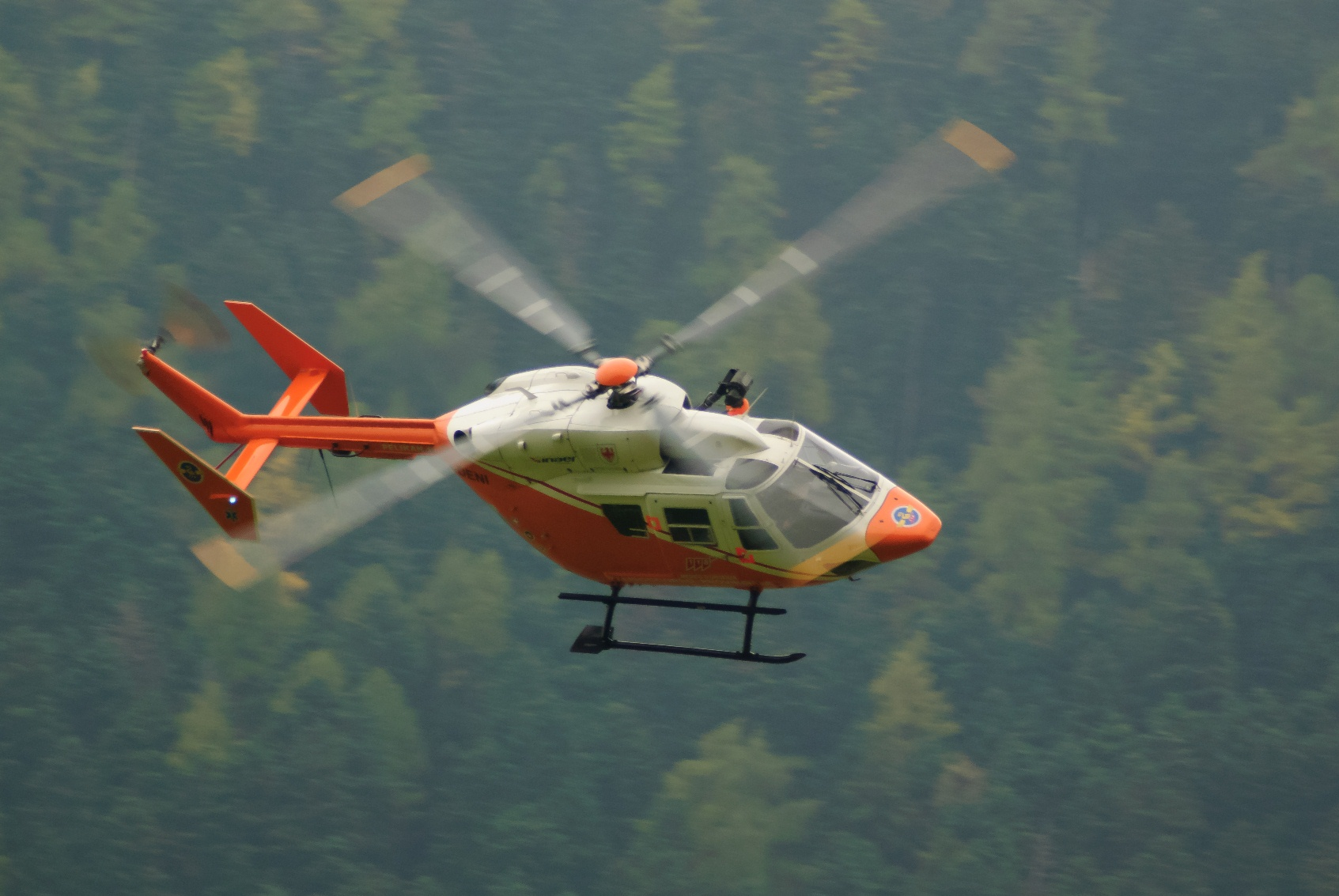
Elisoccorso "Pelikan 1" presso Bolzano

L'associazione provinciale di soccorso Croce Bianca Onlus (ted. Landesrettungsverein Weisses Kreuz; lad. Assoziaziun Provinziala de socurs Crusc Blancia) è un'organizzazione in Alto Adige che si occupa principalmente del trasporto infermi e di emergenze sanitarie.
La Croce Bianca in Alto Adige nacque il 10 agosto 1965 e ancora oggi gran parte delle attività vengono svolte da volontari. Il 18 febbraio 2012 aderisce ufficialmente all'"Associazione nazionale pubbliche assistenze (ANPAS). È strutturata in una Direzione Provinciale (Landesleitung) con sede a Bolzano e 33 sezioni, organizzate in quattro comprensori (Bolzano e dintorni, Bolzano città, Burgraviato-Val Venosta, Valldisarco-Val Pusteria), di cui due situate in Provincia di Belluno, a Cortina d'Ampezzo e, dal Dicembre 2012 a Livinallongo del Col di Lana (ted. Buchestein, lad. Fodóm).

## Attività
La Croce Bianca inoltre si occupa della formazione nel settore di soccorritori e non, il telesoccorso, l'assistenza spirituale d'emergenza, soccorso in pista, protezione civile e formazione giovani. Esiste un gruppo chiamato "Bike Rescue Team" che utilizza come mezzo delle bici, per potersi muovere meglio all'interno di grandi manifestazioni.
In un progetto pilota in alcuni comuni molto dispersi, esistono i cosiddetti "first responder" che ricevono formazione e attrezzatura dalla Croce Bianca e i mezzi e il personale dai vigili del fuoco volontari.
Questi first responder entrano in scena entro pochi minuti, visto che il personale è sempre del posto e assistono il paziente fino all'arrivo dell'ambulanza.
Insieme alla Centrale provinciale emergenza (Landesnotrufzentrale) 118 di Bolzano, mette a disposizione mezzi e personale per le automediche e, in partnership con altre soccociazioni di volontariato fa parte dell'associazione "HELI - Flugrettung Südtirol/Elisoccorso Alto Adige", per la gestione del servizio provinciale di elisoccorso.
La Croce Bianca dispone inoltre di un Servizio di protezione civile (Zivilschutzdienst) organizzato in una apposita sezione (Sektion Zivilschutz) con una colonna di sussistenza (Betreuungszug), composta da numerosi autocarri, autofurgoni, autofrigo, cucine da campo, container logistici, generatori, caravan e roulotte.

## Finanziamento e benefit sociali
La Croce Bianca si finanzia attraverso le quote sociali (che variano da un minimo di 25€ per la singola affiliazione fino a 95€ per l'affiliazione di un intero nucleo familiare), le donazioni liberali e i contributi ricevuti attraverso il cinque per mille.
I soci dell'associazione hanno diritto ad alcuni benefit:
- copertura delle spese per gli interventi dell'elisoccorso,
- copertura delle spese per 6 trasporti d'infermi nel territorio provinciale, in aggiunta a quelli già coperti dal servizio sanitario,
- sconto del 20% sul costo dei trasporti infermi oltre il sesto,
- attivazione gratuita del telesoccorso,
- corso base gratuito di pronto soccorso adulto e pediatrico,
- diritto di voto all'assemblea generale annuale dell'associazione,
- sconto del 50% sui trasporti d'infermi da e per località fuori provincia (se si è attivata l'opzione rimpatrio da tutto il mondo)

## Sezioni
La Croce Bianca di Bolzano opera esclusivamente nel territorio della Provincia di Bolzano con l'eccezione delle sedi di Cortina d'Ampezzo e Livinallongo del Col di Lana.
Queste sedi sono completamente integrate nell'emergenza sanitaria della Provincia di Belluno ma il personale e i mezzi seguono standard della provincia di Bolzano differendo unicamente per la presenza del logo del Suem 118 della Regione Veneto, le scritte in italiano e l'assenza della sigla "WK".
Fino agli anni 80-90 la Croce Bianca aveva anche due sedi in Provincia di Trento, a Tesero e a Mezzolombardo, che si sono staccate di propria volontà, fondando rispettivamente la Croce Bianca Tesero e la Croce Bianca Rotaliana, tuttora operative.
Le 31 sezioni sparse per tutta la provincia sono caratterizzate dai seguenti dati:
| Sezione                                              | NEF | NAW | RTW | N-KTW | KTW | BTW | PKW | Somma | Volontari | Dipendenti |
| Appiano Oltreadige / Eppan Überetsch                 |     |     |     |       |     |     |     |       | 133       | 8          |
| Bolzano / Bozen                                      | 1   | 1   |     |       |     |     |     |       | 285       |            |
| Bressanone / Brixen                                  | 1   |     | 1   |       | 8   | 1   | 1   | 12    | 157       | 13         |
| Brunico / Bruneck                                    | 1   |     | 1   |       | 7   | 2   | 1   | 12    | 162       | 15         |
| Chiusa Basso Isarco / Klausen unteres Eisacktal      |     |     | 1   |       | 2   |     |     | 3     | 46        | 4          |
| Cortina d'Ampezzo (BL)                               |     | 1   | 2   | 3     |     | 1   |     | 7     | 55        | 9          |
| Collalbo Renon / Klobenstein Ritten                  |     |     |     |       |     |     |     |       | 95        | 5          |
| Colonna di Sussistenza / Zivilschutzzug              |     |     |     |       |     |     |     | 54    | 169       | 0          |
| Egna / Neumarkt                                      |     |     | 1   |       | 2   |     | 1   | 4     | 134       | 8          |
| La Villa / Stern Alta Badia                          |     |     | 1   |       | 4   |     |     | 5     | 78        | 5          |
| Lana d'Adige / Lana                                  |     |     | 1   |       | 3   |     | 1   | 5     | 98        | 8          |
| Lutago Val Aurina / Luttach Ahrntal                  |     |     | 1   |       | 1   |     | 1   | 3     | 74        | 5          |
| Malles Venosta / Mals                                |     |     |     |       |     |     |     |       | 77        | 6          |
| Merano / Meran                                       | 1   |     | 1   | 2     | 6   | 1   | 1   | 12    | 166       | 21         |
| Naturno / Naturns                                    |     |     | 1   |       | 5   |     | 1   | 7     | 96        | 8          |
| Nova Levante / Welschnofen                           |     |     |     | 1     | 3   |     |     | 4     | 63        | 5          |
| Nova Ponente / Deutschnofen                          |     |     | 1   |       | 2   |     |     | 3     | 61        | 6          |
| Prato allo Stelvio / Prad                            |     |     | 1   |       | 2   |     | 1   | 4     | 51        | 4          |
| Rio Pusteria / Mühlbach                              |     |     | 1   |       | 1   |     | 1   | 3     | 42        | 4          |
| Salorno / Salurn                                     |     |     | 1   |       | 1   |     |     | 2     | 58        | 7          |
| San Candido / Innichen                               |     | 1   | 1   | 1     | 4   | 1   |     | 8     | 105       | 14         |
| San Leonardo in Passiria / St. Leonhard in Passeier  |     |     | 1   |       | 3   |     | 1   | 5     | 72        | 7          |
| San Valentino alla Muta / St. Valentin auf der Haide |     |     | 1   |       | 2   |     |     | 3     | 50        | 4          |
| San Vigilio di Marebbe / St. Vigil in Enneberg       |     |     |     | 1     | 1   |     |     | 2     | 58        | 4          |
| Sarentino / Sarnthein Sarntal                        |     |     | 1   |       | 3   |     | 1   | 4     | 96        | 4          |
| Silandro / Schlanders                                | 1   |     | 1   |       | 3   |     | 1   | 6     | 129       | 13         |
| Siusi allo Sciliar / Seis                            |     |     | 1   |       | 4   |     |     | 5     | 101       | 7          |
| Solda / Sulden                                       |     |     |     | 1     | 2   |     |     | 3     | 46        | 3          |
| St. Christina Gröden                                 |     |     | 1   |       | 3   |     | 1   | 5     | 78        | 8          |
| Terlando Valle d'Adige / Terlan Etschtal             |     |     | 1   |       | 2   |     |     | 3     | 83        | 7          |
| Val d'Ultimo / Ultental                              |     |     | 1   |       | 2   |     |     | 3     | 54        | 5          |
| Vipiteno / Sterzing                                  |     | 1   | 1   |       | 3   | 1   | 1   | 7     | 90        | 6          |

- NEF (NotarztEinsatzFahrzeug): Automedica, mezzo che ha a bordo un medico d'urgenza, un autista soccorritore assistente al medico e attrezzatura medica. Presta servizio esclusivamente per il 118.
- NAW (NotArztWagen): Autoambulanza Medica, mezzo che ha a bordo un medico d'urgenza, un autista soccorritore ed un soccorritore assistente del medico e attrezzatura medica. Presta servizio esclusivamente per il 118.
- RTW (RettungsTransportWagen): Autoambulanza, mezzo che ha a bordo un soccorritore ed un autista e attrezzatura medica. Presta servizio esclusivamente per il 118.
- N-KTW (Notfall-KrankenTransportWagen): Trasporto infermi d'emergenza, mezzo che ha a bordo un soccorritore ed un autista soccorritore. Questo tipo di mezzo effettua normali trasporti infermi, ma ha attrezzatura e soccorritori come un RTW. Viene usato in posti dove una normale autoambulanza non converrebbe per lo scarso utilizzo. Il 118 può in ogni momento disporre del mezzo, per questo sono consentiti trasporti infermi solo per piccole distanze.
- KTW (KrankenTransportWagen): Trasporto infermi, mezzo che ha a bordo un soccorritore ed un autista. Questo tipo di mezzo effettua esclusivamente normali trasporti infermi.
- BTW (BehindertenTransportkraftWagen): Trasporto infermi diversamente abili, mezzo dotato di ascensore per carrozzella e dispositivi per bloccaggio durante il viaggio. L'equipaggio è formato solamente dall'autista. Questo tipo di mezzo effettua esclusivamente trasporti infermi
- PKW (PersonenKraftWagen): Autoveicolo, mezzo utilizzato per il trasporto urgente e non di sangue, organi ecc. L'equipaggio è formato solamente dall'autista.

## Identificativi radio
Ogni mezzo della Croce Bianca è dotato di radio e relativo nome di identificazione.
I mezzi portano tutti la sigla WK (Weisses Kreuz) a differenza dei mezzi della Croce Rossa che portano la sigla CRI (Croce Rossa Italiana).
La seconda parte del nome di identificazione è un numero a tre cifre. Il primo numero identifica l'ospedale nella cui zona opera il mezzo, il secondo numero identifica la singola sezione alla cui appartiene il mezzo e la terza cifra è dedicata ad un tipo di mezzo nella sezione.
Ad esempio "WK 465": 4 l'ospedale di Bolzano, 6 la sezione di Terlano e il 5 un RTW.
Fanno eccezione le sezioni di Cortina d'Ampezzo e Livinallongo del Col di Lana, i cui mezzi non riportano alcuna dicitura.
Le ambulanze utilizzate per il servizio Suem 118 e coordinate dalla Centrale Operativa Provinciale di Pieve di Cadore vengono identificate per la sezione di Cortina d'Ampezzo con il nome "DELTA", seguite da un numero, mentre gli altri automezzi sono distinti con la sigla "CB" ed i primi due numeri del progressivo a tre cifre dell'automezzo; per la sezione di Livinallongo del Col di Lana, le ambulanze sono codificate con la sigla "CHARLIE BRAVO" e numero progressivo
Ad esempio, l'ambulanza di trasporto "CB 55" corrisponde all'automezzo "551". 
L'ambulanza di soccorso n° 509 è identificata con il nome "DELTA 3".

## Livree automezzi
Le ambulanze attualmente in uso all'associazione sono fornite dall'allestitore tedesco Ambulanz Mobile, sponsor della stessa Croce Bianca. Nell'Aprile 2014 è stato consegnato il duecentocinquantesimo automezzo allestito per l'associazione, festeggiando i tredici anni di collaborazione. Tuttavia sono ancora in uso automezzi meno recenti allestiti Binz e Miesen.
Alcune Automediche (NEF) sono state allestite sulla base del Volkswagen Transporter T5, caso unico in Italia.
Originariamente tutti gli automezzi della Croce Bianca di Bolzano erano caratterizzati da una livrea molto semplice, in colore bianco avorio (cui poi vennero aggiunte della fasce rosse), corredata da adesivi col logo dell'associazione, il numero di telefono d'emergenza e l'indicazione della sezione di appartenenza del veicolo. Dato lo status plurilingue del territorio d'afferenza, le scritte sono sempre riportate in tedesco e italiano, con l'aggiunta del in ladino laddove tale lingua è comunemente parlata e adottata pariteticamente alle suddette in ambito ufficiale.
Successivamente sono state introdotte distinzioni stilistiche.
La livrea dei mezzi di soccorso è stata conformata alla normativa nazionale: al colore bianco di base si abbinano dunque fasce arancioni perimetrali e gli adesivi della star of life e del logo dell'associazione. Peculiarità della livrea altoatesina è però la presenza, nella parte posteriore delle fiancate, di una fascia laterale obliqua egualmente arancione (chiusa superiormente da un filetto rosso decorativo) entro la quale è applicato un ulteriore adesivo col logo del 118 provinciale. La scritta frontale ambulanza (talora speculare) è presente solamente sull'avantreno delle ambulanze da soccorso (designate dall'associazione con la sigla RTW); la suddetta è solo in italiano, mentre sulle fiancate appare la dicitura bilingue Rettung-Soccorso, integrata dal ladino Pröm Aiut nelle rispettive isole linguistiche.
I mezzi dedicati al servizio di Protezione Civile adottano una livrea analoga a quella dei mezzi di soccorso, integrata da fasce blu sul tetto.
I veicoli di servizio sono invece pellicolati in una livrea più semplice: bianca con l'aggiunta del solo logo della Croce Bianca. 
Un caso a parte riguarda i carri attrezzi in dotazione alla direzione provinciale dell'associazione, la cui carrozzeria è dipinta in giallo fluorescente con fasce rosse.
Su alcuni automezzi più datati permane tuttavia la vecchia livrea avorio-rossa, la quale tende comunque a cadere in disuso per dismissione o ripellicolatura dei mezzi.
Diversi automezzi dell'associazione sono stati riprodotti in scala 1:87 da parte di alcune case modellistiche tedesche, originando una vera e propria collezione tematica di automodelli.

## Targhe
Fino all'anno 2000 tutti i veicoli della Croce Bianca venivano immatricolati con comuni targhe civili. 
A partire dall'anno 2001 la provincia autonoma di Bolzano ha introdotto targhe specifiche per i mezzi di Protezione Civile attivi sul proprio territorio: esse recano la dicitura a caratteri rossi PC•ZS (abbreviazione del nome bilingue protezione civile-zivilschutz), seguita da una sequenza alfanumerica di tre caratteri neri

## Personale
La Croce Bianca conta nel 2011 50.000 soci, 2300 volontari e 330 dipendenti. Durante gli interventi collabora con la Croce Rossa Italiana, il Soccorso alpino, i vigili del fuoco, il Soccorso acquatico e le forze dell'ordine.